# 投資顧問会社
投資顧問会社（とうしこもんがいしゃ）とは、顧客（投資家）の保有する資産に対して有価証券やデリバティブ取引等の資産運用の代行または助言をすることで報酬を得る企業。日本では、金融商品取引法に基づき財務局へ登録された金融商品取引業者のうち、特に投資一任業務または投資助言業務を行う企業を指す。公的および私的年金の積立金の運用を主に担う。2006年に廃止された旧有価証券に係る投資顧問業の規制等に関する法律（投資顧問業法）では「投資顧問業者」として規制されていた。

## 投資一任業務
主に、投資一任契約を締結することで顧客の資産を預かり、有価証券等で運用を行う業務。年金制度運営事業体や投資ファンド等から運用を受託する。受託者は、金融再生委員会から特別の認可を受けた株式会社でなければならなかった（投資顧問業法24条）。
投資一任契約は、他の認可投資顧問業者に再委任することができた（投資顧問業法2条4項2号）。投資顧問の投資運用業に対する「適合性の原則」は、投資助言業者法に明記されていない。日本の場合、「適合性の原則」は金商法40条1号ならびに金商法38条7号および金商業府令117条1項1号に具体化されている。
1983年7月、野村証券がモルガン・ギャランティ・トラストと日本に信託会社をつくることで合意した。野村証券の目的は、モルガンとアメリカで年金資産の運用委託を受けることの他、日本で急成長が見込めた企業年金基金の投資一任勘定を認めさせることにあった。その後、株式市場は数年後ブラック・マンデーが起こってから株価が低迷し、投資信託で運用成績が伸び悩むことになった。
そこへ海外の機関投資家が日本円を買い集めてゆき、海外の為替市場では慢性的な円高が進んだ。また、円高の影響で企業の輸出が阻害され、各企業の確定給付年金の運用実績は予定利率を割り込むようになった。
年金運用を担当していた社会保険庁OBや大手生保は、ゴールドマン・サックスやモルガン・スタンレーから年金運用に競争原理がないことを指摘された。
金融ビッグバンの寸前1995年に投資顧問業者が投信委託業務を併営できることになってから、市場参入者はじわじわと契約残高を増やしていった。そして、日本の企業年金がユーロ債や地方債を買うという証券化を達成した。
2002年8月、新生銀行はメロン・フィナンシャルと「年金資産の運用に関する提携および折半出資の合弁会社を設立することで合意に至」った。
2003年11月、日本郵政公社が投資顧問会社及び資産管理銀行を公募した。これが翌年60兆円を突破する契機となった。2005-2006年、国外年金への飛躍的進出を達成した。2006年GPIFが発足して、翌2007年の契約残高は120兆円となった。
1995年以降、AIJ投資顧問は年金基金の資産運用として投資一任契約を締結する一方で、投資信託の委託会社として自社が運用する投資信託を投資一任契約で買付申込することが可能となった。AIJがどのようにして運用実態を隠したかというと、国内証券へ外国投資信託を買付けることによって生じる投資信託ビジネスを利用したのである。投資信託は顧客がファンド組み入れ証券に関与できない。このような手口を阻止できなかったことが、1986年の「有価証券に係る投資顧問業の規制等に関する法律」の穴であった。そして、この問題が2013年にもなって論じられた。

## 投資助言業務
投資顧問契約を締結し、チャート等により市場動向を分析したり業績等を分析することで、有価証券及びデリバティブ商品などに関し助言を与える業務。ただし、金商法では投資一任契約の締結の代理又は媒介も投資助言業務にふくまれる。
相談形態
顧問として、投資しようと考えている銘柄に関する相談に応じる形態。顧問弁護士などと似たような位置付けになり、ある意味では投資顧問の本来の形態ともいえる。
指図形態
銘柄や日時、場合によっては指値や数量までを指図する形態。成功報酬制の場合、指図した売買により利益が出ていれば顧客が実際に売買していなくても成功報酬が発生する。顧客の投資資金の把握が重要となる。このため証券会社の中には売買履歴を複数個所に送付するように指定できる証券会社がある。またオンライン証券会社の中には売買履歴閲覧専用のアカウントを設定できる証券会社もある。
一括送信形態
FAXや電子メールを用いて、顧客全員に同一内容を送付する形態。助言にすぎないので、成功報酬制では一切みられない。
ソフトウェア販売形態
市場分析ソフトウェアやサービスなどを販売する形態。料金体系は固定制しかみられない。ソフトウェアにより算出された分析結果に基づいて顧客が任意に売買する。あるいは登録した口座で自動的に売買を行うソフトウェアもある。ソフトウェア販売に投資助言業が必要なのか、あるいはソフトウェアが自動的に売買を行う場合には投資助言業の範疇を超えて投資運用業の登録が必要なのではないか、などの問題がある。

## 証取審報告書
1984年10月17日、証券取引審議会は、投資顧問業務に関する諸問題について、特別部会を設置して審議することを決めた。座長は谷村裕が務めた。特別部会は同年12月以来、十回にわたって審議を行い、1985年11月19日、「証券投資顧問業の在り方について」と題する報告書をまとめた。同月25日の証取審で部会報告書が了承され、竹下登蔵相に証取審報告書として提出された。この報告書は、投資顧問業法の必要性を実証した傑作であり、欧米での経緯・実情を時代人に啓蒙した。
特別部会には谷村座長の他に7名の委員と9人の専門委員が参加した（証取審報告書5頁）。委員から紹介する。加治木俊道、河本一郎、高田通夫（読売新聞論説委員）、玉置孝（日本銀行理事）、成田正路（日本放送協会解説委員）、前田庸、山崎富治。次は専門委員である。新谷正（三菱信託銀行専務取締役）、大出峻郎（内閣法制局第三部長）、北村一男（山一証券投資信託委託社長）、小林忠雄（日興証券副社長）、新田勇（警視庁刑事局保安部長）、廣井欽哉（第一生命常務取締役）、村田茂（富士銀行常務取締役）、望月嘉幸（日本興業銀行常務取締役）、由良玄太郎（日本証券アナリスト協会専務理事）。
以下に掲げる報告書の骨子を投資顧問会社の概要に代える。

### オールドエコノミー
欧米における投資顧問会社は1910年台後半（第一次世界大戦ごろ）から存在する。証券業・投資信託業とならんで、個人・機関投資家の資産運用や有価証券の市場形成に大きな役割を果している。
アメリカの法制では、投資顧問業務は、証券会社・銀行・保険会社・弁護士・会計士なども行える。イギリスでのビッグバンが水面下で進んでいる間に登録された投資顧問業者は年間2000件の割合で増加しており、1985年9月末には10908と証券業者の数に匹敵している。運用受託資産額は、主要業者800社で約9200億ドルにのぼり（1984年末）、機関投資家が運用委託している資産は、銀行の信託部門（日本にはなかった）、保険会社、投資顧問業者がそれぞれ1/3ずつ受託している。
イギリスではマーチャント・バンク（merchant bank）や専業の投資顧問業者によって行われ、主要130社の運用受託資産は1900億ポンドに達している（1984年末）。イギリスでは1939年の不正投資防止法（Prevention of Fraud (Investments) Act 1939, 1958）が投資顧問を含む証券取引一般を規制している。
1984年現在、英米両国の投資顧問業者で海外運用している上位十社の日本向け投資は40％にも達している。

### 世界恐慌の遺産
アメリカでは世界恐慌を契機に投資顧問業者が急増した。第二次世界大戦前後に証券の大衆化が進み、証券投資をめぐる犯罪行為がしばしば起こった。これを受けて1940年に「投資助言業者法」（Investment Advisers Act of 1940）が制定された。投資助言者法は、自己責任を前提とするディスクロージャーの徹底を基本としながら、開業規制と行為規制を敷いている。開業規則が求めるディスクロージャーは、役員などの過去十年間の職歴、助言に用いる分析方法、業務の具体的内容、報酬の算定基礎等。行為規制は常識的なものであり、詐欺的広告や成功報酬を禁じている。
1960年には証券取引委員会が取り締まりに新しく法的根拠を得た。法律に違反した投資助言業者の登録停止および取消の権限、帳簿検査権、広範な規則制定権などが付与された。
報告書の補足として、規制強化に耐えかねた業者はユーロクリアに結集し、緩い規制で標準化された欧州市場を盛り上げた。
根負けした合衆国政府は1974年にエリサ法を制定し、投資顧問業者を飛躍的に発展させた。

### 証券系と信託銀行
日本において有価証券にかかわる投資顧問業は、1985年10月末現在で、A.証券系14社、B.信託銀行の併営8社、銀行系12社、生保系8社、外資系14社、その他300から350社。
A.証券系が歴史も古く、また（契約残高の）比重も大きい。証券系投資顧問会社の契約資産は合計4.5兆円であり（1985年9月末）、この4年間に4兆円増えた。急増の理由をさしあたり3点掲げる。
①国内企業の資産運用が拡大し多様化している。
②オイルマネーやアメリカの企業年金などが国際分散投資をはじめ、日本の投資顧問会社に運用委託している。
③生損保、共済連などが特定金銭信託を利用する際に投資顧問会社と契約する例が増えている。
B.信託銀行は信託業法第5条にもとづく保護預かり、財産の取得、管理・処分の代理業務として投資顧問業務を行っている。管理財産は6000億円。なお、投資顧問業務の形態ではなく、本来の信託業務の一環として、有価証券への運用を一任された金銭信託を受託している。その一つであるファンド・トラストの受託残高は2兆円におよんでいる。
日本も世界の例にもれなく、投資ジャーナル事件などの犯罪が跡を絶たなかった。

### 西ドイツとフランス
西ドイツとフランスの法制は二次資料で骨子とされていないが、ユーロクリア設立以降の国際経済に深く関係するので、証取審報告書15-16頁から紹介しておく。西ドイツでは投資顧問業に関する法制が存在しなかった。実態としても、投資顧問業務が独立した形態で営まれたケースは稀であった。スペシャル・ファンドという大口の投資信託が投資顧問を兼ねており、これは投資会社法で規制されている。フランス行政は、開業する投資顧問個人に対し、免許として一部証券業務を解禁する趣旨の証券業務専門代理業者証明書を交付したうえで、取得者の行動を監督することで規制をなしている（Loi n゜72-1128 du 21 décembre 1972）。

## 債券格付けを指図
また、証取審報告書には取り上げられていない債券格付けにも触れておく。日本の債券格付制度は合衆国から輸入されたものであるが（日本公社債研究所）、本場での運用実態は投資顧問業務と密接に関係していた。
証券取引委員会をはじめとした行政機関は格付機関を固有の一業態として正面から規制ないし監督していない。証券取引委員会は規制・監督するとき法的根拠を投資助言業者法に求めている。格付機関の投資顧問としての業務に着目するわけであるが、したがって格付機関は登録と年次報告書の提出においてしか証券取引委員会から監督を受けないと指摘されている。他の行政機関も格付の単なる利用者である。その構造は1990年（平成2年）前後に確立された。
証券取引委員会は格付けを規制目的で利用するため、1975年にNRSRO（全国的に認められた統計格付機関）を選出するようになった。NRSROは国際決済銀行のように、投機的等級と判断した債券について、より高い自己資本を積むよう要求し、グローバルな株式の持ち合いに拍車をかけた。
こうした姿勢は信用格付機関改革法（Credit Rating Agency Reform Act of 2006）の成立まで続いた。不透明な審査でムーディーズ、スタンダード・アンド・プアーズ、フィッチ・レーティングスをNRSROとして認めてしまい、その後の新規参入を証券取引委員会は厳しく制限したので多くの批判を浴びた。エンロン事件やサブプライムローン危機でも業界の独占が主論点の一つとなった。NRSROがサブプライムローン、つまり不動産担保証券（MBS）を推奨していた。1984年にNRSROは上位2ランクの不動産担保関連証券の購入を銀行に認めて、MBSの発行額と市場流通性をにわかに上げた。1988年、労働省がエリサ法を改正し、A格以上のMBSに対する投資を退職年金運用ファンドに認めた。